# Nemiah Munir
Nemiah Munir (* 7. April 2002) ist eine britische Leichtathletin, die sich auf den Stabhochsprung spezialisiert hat.

## Sportliche Laufbahn
Erste Erfahrungen bei internationalen Wettkämpfen sammelte Nemiah Munir im Jahr 2025, als sie bei den World University Games in Bochum mit übersprungenen 4,20 m den sechsten Platz belegte. 
2025 wurde Munir britische Hallenmeisterin im Stabhochsprung.